# Īncheh-ye Kohneh
Īncheh-ye Kohneh (persiska: اینچه کهنه, ينچِۀ قَديم, Īncheh-ye Qadīm) är en ort i Iran.   Den ligger i provinsen Västazarbaijan, i den nordvästra delen av landet, 700 km nordväst om huvudstaden Teheran. Īncheh-ye Kohneh ligger 1 268 meter över havet och antalet invånare är 459.
Terrängen runt Īncheh-ye Kohneh är varierad. Runt Īncheh-ye Kohneh är det ganska glesbefolkat, med 39 invånare per kvadratkilometer. Närmaste större samhälle är Showţ, 18,2 km nordväst om Īncheh-ye Kohneh. Trakten runt Īncheh-ye Kohneh består i huvudsak av gräsmarker.